# Família nombrosa
Una família nombrosa és un terme legal que a Espanya designa una família amb tres fills o més. Si es tenen dos fills i un d'ells és discapacitat també es considera família nombrosa.